# Svenska mästerskapen i kortbanesimning 1985
Svenska mästerskapen i kortbanesimning 1985 avgjordes i Sundsvall den 1–3 februari 1985. Det var den 33:e upplagan av kortbane-SM.

## Medaljsummering

### Herrar
| Gren            | Guld                      | Guld              |
| 100 m frisim    | Tommy Werner 50,11        | Karlskrona SS     |
| 200 m frisim    | Tommy Werner 1.48,75      | Karlskrona SS     |
| 400 m frisim    | Anders Holmertz 3.51,84   | Motala SS         |
| 1500 m frisim   | Anders Holmertz 15.32,20  | Motala SS         |
| 100 m fjärilsim | Mikael Holmertz 55,26     | Motala SS         |
| 200 m fjärilsim | Thomas Lejdström 2.02,77  | Västerås SS       |
| 100 m ryggsim   | Rudi Dollmayer 56,46      | Karlskoga SS      |
| 200 m ryggsim   | Michael Söderlund 2.04,14 | Karlskrona SS     |
| 100 m bröstsim  | Peter Berggren 1.03,97    | Skärets SS        |
| 200 m bröstsim  | Peter Berggren 2.18,62    | Skärets SS        |
| 200 m medley    | Mikael Örn 2.04,41        | Kristianstads SLS |
| 400 m medley    | Stefan Persson 4.26,29    | Malmö KK          |
| 4x100 m frisim  | Upsala S 3.22,53          | Upsala S 3.22,53  |
| 4x200 m frisim  | Upsala S 7.27,81          | Upsala S 7.27,81  |
| 4x100 m medley  | Upsala S 3.50,91          | Upsala S 3.50,91  |

### Damer
| Gren            | Guld                      | Guld                      |
| 50 m frisim     | Agneta Eriksson 27,06     | Västerås SS               |
| 100 m frisim    | Agneta Eriksson 57,20     | Västerås SS               |
| 200 m frisim    | Suzanne Nilsson 2.01,29   | Simklubben S02            |
| 400 m frisim    | Suzanne Nilsson 4.15,66   | Simklubben S02            |
| 800 m frisim    | Suzanne Nilsson 8.43,03   | Simklubben S02            |
| 100 m fjärilsim | Agneta Eriksson 1.02,55   | Västerås SS               |
| 200 m fjärilsim | Eva Jonasson 2.14,09      | Ölands SK                 |
| 100 m ryggsim   | Camilla Olsson 1.04,81    | SK Ran                    |
| 200 m ryggsim   | Sofia Kraft 2.15,41       | SK Ran                    |
| 100 m bröstsim  | Annelie Holmström 1.09,70 | Stockholmspolisens IF     |
| 200 m bröstsim  | Annelie Holmström 2.30,90 | Stockholmspolisens IF     |
| 200 m medley    | Anette Philipsson 2.17,89 | Linköpings ASS            |
| 400 m medley    | Sofia Kraft 4.48,96       | SK Ran                    |
| 4x100 m frisim  | Kristianstads SLS 3.51,06 | Kristianstads SLS 3.51,06 |
| 4x200 m frisim  | Kristianstads SLS 8.21,32 | Kristianstads SLS 8.21,32 |
| 4x100 m medley  | SK Ran 4.19,41            | SK Ran 4.19,41            |